# 中国人民解放军第六十六军
中国人民解放军第六十六军，是中国人民解放军陆军的一个军。

## 历史
1947年11月，组建晋察冀军区第一纵队，归北岳军区建制。北岳军区司令员唐延杰兼任第一纵队司令员。
1948年5月，成立华北军区，第一纵队直属于华北军区。1948年8月，第一纵队编入华北军区第三兵团，纵队司令员唐延杰，政委邝伏兆。
1949年2月，华北军区第一纵队改称中国人民解放军第六十六军。
1950年10月23日，驻天津担任海防与城市警备的第六十六军接到赴朝参战命令，当天即全部登上火车向安东市出发；10月25日14时渡过鸭绿江。
1985年，第六十六军撤编。

## 编制沿革
- 军长：肖新槐
- 政委：王紫峰
- 副军长：陈坊仁
- 副政委兼政治部主任：张连奎
- 参谋长：刘苏
- 第196师：师长杨世明
- 第197师：师长成少甫
- 第198师：1946年6月，“冀察（郭天民）纵队”第6旅第18团和冀察军区第11军分区独立团组建冀察军区独立第4旅，马辉任旅长，黄连秋任政委。1947年11月察哈尔军区独立第4旅改称晋察冀军区第一纵队第三旅。1949年2月改称第198师。张开荆任师长，黄连秋任政治委员。